# ジェイムズ・ロメンゾ
ジェイムズ・ロメンゾ（James LoMenzo、1959年1月13日 - ）は、アメリカ合衆国出身のベーシスト。
アメリカのヘヴィメタル/ハードロック・バンドであるホワイト・ライオン、メガデス、ブラック・レーベル・ソサイアティなどを渡り歩いている。

## 概要
10代後半頃から、地元ブルックリンで「Empty Sky」というジャズとロックを融合したバンドでボーカル兼ベースを担当、地元では有名なバンドであった。また「Crockwork」というハードロック・バンドで1980年から1983年まで活動し、その後、ロンディネリを経て、ホワイト・ライオンへ加入した。
ホワイト・ライオンを脱退した後は、ホワイト・ライオンで一緒にプレイしたドラムのグレッグ・ダンジェロと共に、元キッスのエース・フレーリーのバンドに加入したり、ザック・ワイルドが結成したプライド・アンド・グローリーに加入した。またオジー・オズボーンの7作目のスタジオ・アルバム『オズモシス』のレコーディングにも参加したが、ジェイムズのベースの録音が使われることはなく、その後、別のベーシスト（ギーザー・バトラー）で録音し直されリリースされていた。
1995年に、ガンズ・アンド・ローゼスのスラッシュのソロ・プロジェクト「スラッシュズ・スネイクピット」のツアー・メンバーとして参加し、1990年代後半から2000年代前半まではデイヴィッド・リー・ロスのバンドのツアー・メンバーとして活動した。また、2004年にザック・ワイルド率いるブラック・レーベル・ソサイアティに加入し、2005年10月ごろまで活動した。
2006年にはメガデスに加入し、アルバム『ユナイテッド・アボミネイションズ』と『エンドゲーム』に参加したが、2010年にオリジナル・メンバーのデイヴィッド・エレフソンの復帰に伴い脱退した。
その後、元ドッケンのギタリストのジョージ・リンチ率いるリンチ・モブに加入したほか、元ジューダス・プリーストのボーカルであったティム・オーウェンズ、セパルトゥラのギタリストのアンドレア・キッサー、元スレイヤーのドラム担当ポール・ボスタフなどと共に「HAIL!」というハードロック/ヘヴィメタルのトリビュートバンドでも活動した。
2021年5月、デイヴィッド・エレフソンがメガデスから解雇された。ジェイムズ・ロメンゾは後任のサポート・メンバーとして11年ぶりにバンドへ復帰し、翌2022年から正規メンバーとなっている。

## その他
ミュージシャンだけなくグラフィック・アーティストとしても活動しており、ギルビー・クラークのソロ・アルバムにも手がけ、また元ホワイト・ライオンのボーカリストであるマイク・トランプのソロ・アルバムにも、ジェイムズが撮影した写真の作品が使われている。
2012年にはアメリカで放送されたリアリティ番組『The Amazing Race:Season 21』に出演した。

## ディスコグラフィ

### ロンディネリ
- Wardance (1996年) ※1985年録音

### ホワイト・ライオン
- 『プライド』 - Pride (1987年、Atlantic)
- 『ビッグ・ゲーム』 - Big Game (1989年、Atlantic)
- 『メイン・アトラクション』 - Mane Attraction (1991年、Atlantic)
- The Best of White Lion (1992年、Atlantic)

### プライド・アンド・グローリー
- 『プライド・アンド・グローリー』 - Pride & Glory (1994年)

### ブラック・レーベル・ソサイアティ
- 『ハングオーヴァー・ミュージック Vol.6』 - Hangover Music Vol.VI (2004年)
- 『マフィア』 - Mafia (2005年)

### メガデス
- 『ユナイテッド・アボミネイションズ』 - United Abominations (2007年)
- 『エンドゲーム』 - Endgame (2009年)

### 参加アルバム
- ザック・ワイルド : 『ブック・オブ・シャドウズ』 - Book of Shadows (1996年)
- デイヴィッド・リー・ロス : 『ダイヤモンド・デイヴ』 - Diamond Dave (2003年)
- Hideous Sun Demons : Hideous Sun Demons (2004年)
- ティム・オーウェンズ : 『プレイ・マイ・ゲーム』 - Play My Game (2009年)